# Białcz (województwo wielkopolskie)
Białcz – niewielka wieś sołecka w Polsce położona w województwie wielkopolskim, w powiecie międzychodzkim, w gminie Chrzypsko Wielkie.

## Historia
Miejscowość pierwotnie związana była z Wielkopolską. Istnieje co najmniej od końca XIV wieku. Wymieniona w łacińskim dokumencie z 1393 jako „Balcze”, 1401 „Balcz”, 1404 „Balczwo”, 1409 „Byalcze, Byalcz”, 1416 „Bylcz, Byelcz, Vyalcz” 1435 „Byalecz”.
Miejscowość była wsią szlachecką należącą do lokalnej szlachty wielkopolskiej z rodów Ćmachowskich, Obrzyckich, Karczewskich. W 1434 leżała w powiecie poznańskim Korony Królestwa Polskiego. W 1508 leżała w parafii Chrzypsko Wielkie.
Wieś odnotowana została w historycznych zapisach sądu ziemskiego. W 1393 odnotowano Gertrudę z Białcza, która prowadziła spór sądowy z panią Łagiewnicką. W 1401 Hektor (oryg. „Jaktor”) z Wróblewa toczył spór sądowy ze swoim bratem Mrokotą z Wróblewa o 1/3 Wróblewa oraz połowę Białacza. W 1402 bracia Mrokota oraz Hektor bracia z Wróblewa toczyli spór sądowy ze swoim bratem stryjecznym Sławętą z Kłodziska o 1/3 oraz dwie inne części majątku we Wróblewie oraz o 1/3 z czwartej części Białcza.
W początku XV wieku miejscowa szlachta toczyła szereg procesów o własność wsi. W 1403 Hektor Ćmachowski dał swojemu bratu Mrokocie z Wróblewa część Białcza wartości dwóch kop groszy oraz zobowiązał go w ciągu kolejnych 3 lat do spłaty sumy głównej oraz zapłacenia za ten okres czynszu. W 1404 prowadził on także proces sądowy z bratem Sławętą z Kłodziska, oraz z jego dziedzicami, o udziały we Wróblewie i Białczu. W tym roku stoczył również przegrany proces z bratem Mrokotą z Wróblewa o części w Białczu, które należały do zmarłego brata Janusza z Wróblewa. W latach 1408-1409 Hektor zeznawał w sprawie sądowej o własność połowy jezior w Białczu twierdząc, że Wincenty Obrzycki kupując połowę wsi nie zakupił całych jezior w Białczu. W 1409 sąd wydał wyrok w sprawie własności wsi przyznając Sędziwojowi z Wróblewa połowę Białcza, darowaną mu przez żonę, a Hektorowi odmówiono prawa pozywania go za to do sądu.
W latach 1415-1516 odnotowano właścicieli we wsi - Bartosza z Białcza, herbu Przosna oraz jego matkę herbu Junosza. W latach 1422-1427 odnotowano miejscowego sołtysa Przybigniewa Soczewkę. W 1432 odnotowany został spór sądowy Przecława z Izdebna i Białcza z Sędziwojem z Mylina. W trakcie rozprawy ustalono, że Syn Sędziwoja Wyszek z Mylina miał prawo bliższości do Białcza, poświadczone dokumentem starosty generalnego Wielkopolski. Sąd postanowił, że jeżeli nie zapłaci Przecławowi z Białcza oraz jego bratankowi Michałowi 140 grzywien będzie musiał opuścić wieś.
W 1434 Przecław oraz Bogusz, dziedzice z Białcza kupili od Piotra Obrzyckiego za 200 grzywien połowę Białcza wraz z jeziorem Kostrzynek, które należało wówczas do Chrzypska. W 1435 przedstawili w sądzie ziemskim dokument starosty generalnego wielkopolskiego dotyczący tej transakcji i nikt nie zgłosił prawa bliższości do zakupionej części wsi. W Bogusław z Białcza sprzedał Przybygniewowi z Jaroszewa 1/4 Białcza, którą kupił od Piotra Obrzyckiego. W 1463 Katarzyna żona Sędziwoja z Nosalewa zapisała dominikanom z Wronek na połowie odziedziczonego Białcza czynsz roczny w wysokości dwóch grzywien aż do swej śmierci oraz 4 grzywny po śmierci.
W 1488 wdowa po Janie z Białcza Elżbieta wraz z córkami Małgorzatą, Elżbietą i Burnetą w asystencji stryja Mikołaja z Białcza oraz Tomasza ze Śremu wuja swoich córek, sprzedała Jerzemu z Grobi połowę Białcza za 170 grzywien. W 1508 Wojciech Grobski zapisał po 100 grzywien posagu oraz wiana swojej żonie Annie córce zmarłego Macieja Góreckiego na połowie części w Grobi i w Białczu, należnych mu z podziału majątku z bratem Marcinem.
Miejscowość odnotowano również w historycznych rejestrach poborowych. W 1499 wieś nie zapłaciła podatków. W 1508 miał miejsce pobór z 6 łanów. W 1510 pobrano we wsi podatki z 5 łanów. W 1580 płatnikiem podatkowym we wsi był Wojciech Karczewski, który zapłacił pobór od 2 półłanków oraz 4 zagrodników.
Wieś szlachecka położona była w 1580 roku w powiecie poznańskim województwa poznańskiego w Rzeczypospolitej Obojga Narodów. W latach 1975–1998 miejscowość administracyjnie należała do województwa poznańskiego.
Wskutek II rozbioru Polski w 1793, miejscowość przeszła pod władanie Prus i jak cała Wielkopolska znalazła się w zaborze pruskim. W okresie Wielkiego Księstwa Poznańskiego (1815-1848) miejscowość należała do wsi większych w ówczesnym pruskim powiecie Międzyrzecz w rejencji poznańskiej. Białcz należał do okręgu sierakowskiego tego powiatu i stanowił odrębny majątek, którego właścicielem był wówczas Józef Koszutski. Według spisu urzędowego z 1837 roku wieś liczyła 124 mieszkańców, którzy zamieszkiwali 9 dymów (domostw).
W XIX wieku Białcz znajdował się we władaniu Kaszutskich. To właśnie dla nich około roku 1880 wzniesiony został istniejący tu dwór. W roku 1889 jego właścicielami stała się rodzina Karczewskich. Od roku 1926 aż końca II wojny światowej właścicielem Białcza był Niemiec – dr Wilhelm Schlinke. Po II wojnie światowej ziemie, które należały do majątku Białcz zostały rozdzielone na drobne działki. Powstała tu Rolnicza Spółdzielnia Produkcyjna, a od 1961 roku zarząd nad majątkiem przejęło Państwowe Gospodarstwo Rolne.
Najatrakcyjniejszym miejscem Białcza jest niewątpliwie dwór. Zbudowano go w 1880 roku. Jest to budynek murowany, opatrzony wysokim fundamentem wykonanym z głazów narzutowych. Dwór jest podpiwniczony, pokryty wysokim dwuspadowym dachem. Po wojnie, przed frontem dworu urządzono mały parking, a na zapleczu dobudowano szopę spełniającą rolę budynku gospodarczego. Obecnie dworek jest zamieszkany przez prywatnych lokatorów. Znajdujący się w Białczu zespół folwarczny swój dzisiejszy wygląd otrzymał na przełomie XIX i XX stulecia. Jego powierzchnia nie uległa większym zmianom i wahała się od 470 do 490 ha. Układ przestrzenny Białcza nie ulegał praktycznie większym zmianom. Zaszły jedynie drobne zmiany, natomiast nie zmieniły się wcale granice ani powierzchnia leżącego tu parku. Na uwagę zasługuje znajdujący się na terenie folwarku budynek starej gorzelni. Zbudowano go pod koniec wieku XIX, a rolę gorzelni spełniał aż do roku 1965, kiedy to został przebudowany i przemieniony na magazyn i kuźnię.